# Mitchell Donald
Mitchell Glenn Donald (* 10. prosince 1988, Amsterdam, Nizozemsko) je nizozemský fotbalový záložník se surinamskými kořeny, od ledna 2016 hráč klubu FK Crvena zvezda.

## Klubová kariéra
V profesionálním fotbale debutoval za Ajax Amsterdam 14. února 2007 v šestnáctifinále Poháru UEFA proti německému týmu SV Werder Bremen (porážka 0:3).

## Reprezentační kariéra
Donald byl členem nizozemských mládežnických výběrů.